# Spiddal
Spiddal (irsk: An Spidéal) er en landsby, der ligger ud til kysten ved Galway-bugten 12 km vest for byen Galway i County Galway i Republikken Irland. Spiddal ligger i en af de irsk-talende regioner, og der arrangeres hvert år lejrskoler her for skoleelever og studerende. Dette er ikke mindst blevet populært efter at irsk fra 1. januar 2007 er blevet er af EU's officielle sprog.
53°14′48″N 9°18′10″V / 53.2467°N 9.3028°V